# L'ultima legione
L'ultima legione, edito in Italia nel 2002, è un romanzo storico dello scrittore Valerio Massimo Manfredi.
Dal libro è stato tratto il film omonimo diretto da Doug Lefler, uscito nelle sale italiane il 14 settembre 2007.
Il libro è stato tradotto in inglese, polacco, neogreco, rumeno, ungherese, tedesco, catalano, francese, spagnolo e molte altre lingue.

## Trama
476 d.C. L'Impero romano d'Occidente è sotto l'attacco delle armate del Generale Odoacre. Le forze fedeli all'impero sono state annientate e l'Imperatore Romolo Augusto, un bambino di soli 13 anni, è stato deposto e condotto a Ravenna. Nel frattempo a Dertona, dove sorge il castrum dell'ultima legione romana, la "Nova Invicta", infuria la battaglia contro i cavalieri eruli, guidati dallo spietato Wulfila. L'ufficiale Aureliano Ambrosio, distaccatosi dai suoi compagni, cavalca disperatamente verso la villa del nobile Flavio Oreste per chiedere aiuto, ma la trova distrutta dagli Eruli e può soltanto ricevere l'ultima richiesta di un morente Oreste: salvare e proteggere Romolo Augusto, suo figlio, ultimo imperatore di Roma.
Aureliano tenta di liberare Romolo imprigionato a Ravenna, ma viene ferito. Quando ormai per il legionario si profila una morte certa, in suo aiuto interviene una giovane ragazza veneta, Livia Prisca, che elimina i barbari al suo inseguimento e cura la ferita di Aureliano. Livia sembra riconoscere quel coraggioso ufficiale pensando che sia lo stesso che l'aveva salvata molti anni prima ad Aquileia, ma Aureliano, che non ricorda il suo passato e neanche lui si spiega il perché, nega comunque la versione di Livia. Durante la sua permanenza nelle paludi intorno a Ravenna, Aureliano viene a sapere da un informatore di Livia che alcuni soldati romani della legione "Nova Invicta" sono stati catturati. Grazie agli informatori di Livia, Aureliano viene a sapere che alcuni dei suoi vecchi amici sono stati condotti a Miseno nel sud Italia, e che Wulfila ha condotto Romolo e il di lui precettore Meridius Ambrosinus a Capri. Giunti a Miseno, Livia e Aureliano riescono a liberare due compagni d'armi di Aureliano, ossia Batiato, un gigante etiopico dalla forza eccezionale, e Vatreno, un veterano dalla grandissima esperienza, più Demetrio e Orosio, due schiavi che in precedenza erano soldati romani prima di perdere le loro famiglie a causa degli assalti delle varie tribù barbare, motivo per cui vogliono vendicarsi per la morte dei loro cari. Aureliano, Livia e compagni si recano a Napoli, dove organizzano la liberazione di Romolo e del suo precettore Ambrosinus.
Intanto, a Capri, Romolo scopre un luogo segreto della villa in cui è tenuto prigioniero (un magnifico "santuario" dedicato a tutti gli imperatori romani) e con esso anche una magnifica statua in marmi policromi rappresentante Giulio Cesare; e lì, ritrova la sua leggendaria spada calibica, che porterà con sé. Qualche giorno dopo, il gruppo di soldati capeggiati da Livia irrompe nella villa e libera Romolo. Da qui inizia una lunga fuga prima verso Fano, dove la nave che doveva portare Romolo a Costantinopoli non arriva, e poi sempre più a nord verso la Gallia e attraverso il regno di Soissons. Sempre incalzati dalle truppe di Wulfila, che cerca vendetta nei confronti di Aureliano, giungono infine in Britannia, dove scopriranno che il ricordo della passata romanità, e con essa della vecchia e leggendaria Legio XII Draco, non è ancora del tutto scomparso. Minacciati ancora da Wulfila, in possesso della spada di Cesare, ma anche dal vecchio tiranno Vortigern, che regna su gran parte dell'isola con il volto celato da una maschera d'oro, decidono di affrontare tutti i loro nemici in una battaglia finale presso il monte Badon, vicino al grande vallo di Adriano. La notte prima della battaglia, grazie ad Ambrosinus, Aurelio scopre il suo passato dimenticato ricordandosi della caduta di Aquileia e dei genitori trucidati da Wulfila, e giura vendetta.
In quest'ultima battaglia, i nostri eroi riusciranno a sconfiggere i barbari vincendo definitivamente la lunghissima guerra, anche grazie all'aiuto della "Legio XII Draco", comandata da Kustennin, che contribuisce ad eliminare il nemico; nella impari battaglia però muoiono Vatreno, trafitto da tre lance e inchiodato a un albero, e i due ex-schiavi Demetrio e Orosio, mentre Batiato e Livia rimangono solo feriti. Wulfila tenta di uccidere selvaggiamente Romolo, ma verrà invece ucciso da quest'ultimo che lo trapassa con la spada, placando anche la vendetta di Aureliano nei confronti di Wulfila. Romolo però si accorge della morte dei suoi amici e scaglia furibondo la scintillante spada in uno scoglio al centro di un lago (col passare del tempo, a causa delle intemperie dell'incisione "Cai.Iul.Caes.Ensis Caliburnus", ovvero "la spada Calibica di Giulio Cesare", si leggeranno solo le lettere in maiuscolo E-s-calibur). Infine da Romolo, chiamato Pendragon, e da Ygraine, figlia del comandante della Legio XII, nascerà un bambino che sarà in futuro il leggendario protagonista del ciclo arturiano: re Artù, e la spada di Cesare diventerà la celebre spada nella roccia.

## Edizioni
- Valerio Massimo Manfredi, L'ultima legione, collana Omnibus italiani, Mondadori, 12 marzo 2002,  p. 472, ISBN 9788804503637.
- Valerio Massimo Manfredi, L'ultima legione, collana I Miti, Mondadori, 2003,  p. 472, ISBN 9788804517740.
- Valerio Massimo Manfredi, L'ultima legione, collana Oscar bestsellers, Mondadori, 23 settembre 2003,  p. 472, ISBN 9788804521181.
- Valerio Massimo Manfredi, L'ultima legione (lettura di Sergio Ricco), Feltre, Centro Internazionale del Libro parlato, 2005.
- Valerio Massimo Manfredi, L'ultima legione, collana Oscar bestsellers, Mondadori, 18 maggio 2016,  p. 472, ISBN 9788804667599.